# Tirion28
De Tirion28 is een sportief kajuitjacht die geschikt is voor open- en kustwateren. De Tirion28 is ontwikkeld naar aanleiding van het succes van de kleinere Tirion. De Tirion28 heeft een open spiegel en is uitgerust met een vaste kiel. De kuip biedt ruimte voor 6 volwassenen en in de kajuit zijn 4 vaste slaapplaatsen. De Tirion28 wordt gebouwd bij de werf van Geuzenboats in Sneek.

## Externe link

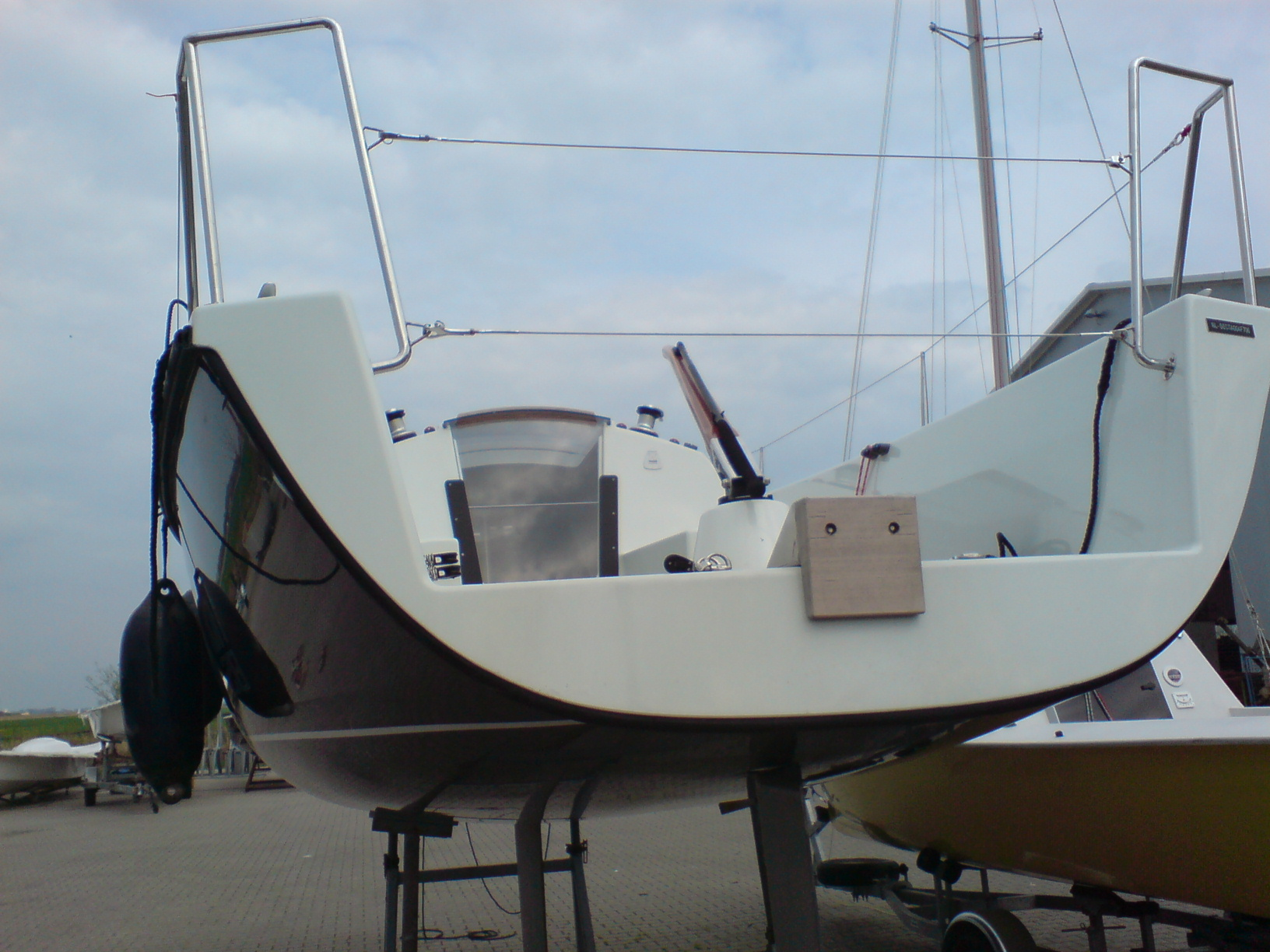
Open spiegel bij een Tirion28